# Griselda
Griselda (eller Grizelda) är ett germanskt namn bildat av "gris" som betyder grå och "hild" som betyder strid.
Zelda är en kortform av namnet. 
Den 31 december 2014 fanns det totalt 27 kvinnor folkbokförda i Sverige med namnet Griselda eller Grizelda, varav 14 bar det som tilltalsnamn.
Namnsdag: saknas

## Personer med namnet Griselda
- Griselda Pollock, brittisk feministisk och marxistisk konsthistoriker

## Fiktiva personer med namnet Griselda
- Griselda Marchbanks, karaktär i böckerna om Harry Potter
- Griselda är en person i Giovanni Boccaccios Decamerone, den 10:e dagens 10:e novell. Den handlar om hur markgreve Valter gifter sig med den vackra och dygdiga bondflickan Griselda och prövar hennes trohet och tålamod genom att ta henne från barnen, låtsas förskjuta henne och gifta sig med en förnämare brud, varvid Griselda, som sätts att ordna allt för den nya bruden, ber sin man att inte pröva sin nya brud så hårt som han prövat henne. Därpå avslöjar greven den förmenta bruden som deras dotter, och Griselda får återta sin förra ställning som grevinna. Francesco Petrarca återberättade senare denna berättelse på latin och denna version har sedan förekommit på de flesta europeiska språk. Den svenska folkboken Grisilla utgavs 1644 och har sedan omtryckts i en rad upplagor.[3] Om samma Griselda berättar Geoffrey Chaucers Canterbury Tales (Berättelser från Canterbury), berättelsen återfinns också i den franska sagosamlingen Gåsmors sagor.